# Titles Deprivation Act 1917
 (mars 2018).
Si vous disposez d'ouvrages ou d'articles de référence ou si vous connaissez des sites web de qualité traitant du thème abordé ici, merci de compléter l'article en donnant les références utiles à sa vérifiabilité et en les liant à la section « Notes et références ».

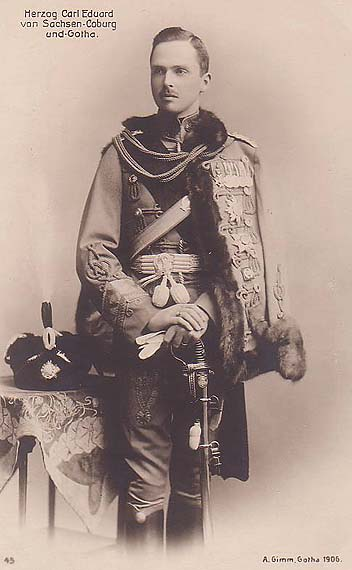
Charles-Édouard de Saxe-Cobourg et Gotha.

Le Titles Deprivation Act 1917 est une loi du parlement britannique datée du 8 novembre 1917 qui permet à la couronne de priver les ennemis du Royaume-Uni de leurs pairies et titres britanniques.

## Histoire
À partir du 18 novembre 1914, le député irlandais J. G. Swift MacNeill (en) réclame le renvoi de la Chambre des Lords des princes anglo-allemands qui servent dans les armées des puissances centrales. Face à ces critiques, qui touchent directement la famille royale d'Angleterre, le roi George V retire leurs décorations à sept princes allemands et autrichiens le 13 mai 1915. Seul un acte du parlement pouvant retirer une pairie, le souverain ne peut cependant pas accéder à la demande du député.
Le parlement britannique vote l'acte de privation en 1917 et le roi met en place une commission du Conseil privé qui propose, le 1er août 1918, de retirer aux princes Charles-Édouard de Saxe-Cobourg et Gotha, Ernest-Auguste II de Hanovre et Ernest-Auguste de Brunswick ainsi qu'au vicomte Henry Taaffe leurs titres et pairies britanniques. Finalement, le roi approuve officiellement cette proposition le 28 mars 1919.